# Amado Omar Yáñez Osuna
Amado Omar Yáñez Osuna es un empresario mexicano, actualmente director general de Oceanografia S.A. de C.V., empresa que ha realizado numerosos trabajos de rehabilitación para plataformas marinas en México e internacionalmente, destacada por poseer el barco grúa más grande del mundo: Osa Goliath

## Estudios
Es ingeniero civil por la Escuela Superior de Ingeniería de la Universidad de Texas A&M y tiene un posgrado en Ingeniería Marina por la misma universidad.

## Trayectoria
De 1990 a 1994 trabajó en CCC Fabricaciones y Construcciones con el Ingeniero Félix Cantú, empresa en donde conoció el funcionamiento de la industria petrolera en México.
En 1996, Amado Omar Yáñez Osuna se une a Oceanografía, S.A. de C.V. empresa mexicana creada en 1967 con experiencia en la industria petrolera que ofrece servicios integrales de ingeniería, buceo, instalación, inspección y mantenimiento de estructuras marinas, servicios de apoyo a perforación, logística de materiales, transporte de personal, así como inspección, instalación y construcción de ductos submarinos. 

## Fútbol
Militó en las fuerzas básicas del Club América y tras una pausa en la que se dedicó al tenis, volvió al balompié en ligas amateurs. El 20 de mayo de 2013 le compró el club Jaguares de Chiapas a TV Azteca, a través de Grupo Delfines, franquicia que se traspasó al Querétaro Fútbol Club como Gallos Blancos de la Liga MX.

## Familia
Es hijo del ingeniero Amado Yáñez Correa, fundador en 1967 de la empresa Consultora en Servicios de Oceanografia, misma que en 1990 cambia su nombre a Oceanografía S.A. de C.V..

## Investigación por Fraude continúa abierta
En la actualidad él y su empresa Oceanografía son investigados por fraude por más de 500 millones de dólares contra Banamex (subsidiaria de Citigroup Inc.) por el Gobierno Federal. Dicho fraude tiene tintes políticos, sin embargo mucho hay todavía que aclarar, ya que el presidente ejecutivo de CitiBanamex en México aún no se ha presentado a declarar sobre el caso a más de 2 años que inició la acusación. Para algunos esto podría deberse a que existía un acuerdo entre el Banco y Oceanografía para otorgarle dichos créditos a modo de factoraje, pero las operaciones se mantienen turbias y sin explicación. La empresa tiene también numerosos adeudos pendientes con acreedores y principalmente con los trabajadores, a quienes el SAE despidió injustificadamente durante su gestión, pero que ahora le corresponden a Amado Yáñez responder como dueño de Oceanografía. Además, se han presentado diversas situaciones sospechosas para atrasar o no pagar las indemnizaciones, con recientes escándalos de corrupción e impunidad que han orquestrado directivos de la compañía como Jorge Betancourt o Joaquín García Gómez.